# Yarmouth, Isle of Wight
Yarmouth är en småstad och civil parish på ön Isle of Wight i södra England. Staden ligger på öns västra del, cirka 14,5 kilometer väster om Newport. Tätorten (built-up area) hade 472 invånare vid folkräkningen år 2021.